# Gotthold Ludwig Richter
Gotthold Ludwig Richter (* 29. Oktober 1903 in Chemnitz; † 24. Juni 2002 in Berlin) war ein deutscher Komponist.

## Leben und Wirken
Gotthold Ludwig Richter war der Sohn eines Lehrers. Nach dem Besuch der Reformschule in Chemnitz und des Lehrerseminars in Zschopau ging er nach einjährigem Vorbereitungsstudium an das Leipziger Konservatorium, um Kirchenmusik zu studieren. Seine Lehrer waren der spätere Thomaskantor Günther Ramin (Orgel) und Musikdirektor Paul Koch (Theorie und Komposition). Einige im Rahmen der Konservatoriumskonzerte aufgeführten Kompositionen weckten die Aufmerksamkeit des damaligen Direktors Krehl, der ihm ein Stipendium durch einen Schweizer überreichte. Nach vierjährigem Studium trat er 1926 seine erste Kantoren- und Organistenstelle in Breslau an. 1938 ging er in gleicher Eigenschaft an die größte Gemeinde Breslaus. 1933 wurde er als Orgellehrer an die Universität Breslau berufen. 1936 erfolgte ein Ruf als Lehrer für Theorie und Komposition an die Evangelische Kirchenmusikschule der Kirchenprovinz Schlesien. Nach Kriegsdienst und dem Ende seiner Kriegsgefangenschaft wurde er Kirchenmusikdirektor in Berlin-Zehlendorf. Zudem lehrte er Tonsatz an der Staatlichen Hochschule für Musik in Charlottenburg, ab 1960 als Professor.
Er komponierte neben Vokal- und Kammermusikwerken ein Konzert für Klavier und Orchester. 1958 entstand Das alte Jahr vergangen ist (Altjahrs-Abendmusik) und 1961 Johannes-Passion. Das Leiden und Sterben unsʹres Herren Jesus Christus.
Gotthold Ludwig Richter starb am 24. Juni 2002 im Alter von 98 Jahren in Berlin. Seine letzte Ruhestätte befindet sich auf dem Waldfriedhof Dahlem (Grablage: Feld 008-29).